# Фердинанд Маркос
Фердинанд Емануел Едралин Маркос (на тагалог: Ferdinand Emmanuel Edralin Marcos; 11 септември 1917 г. – 28 септември 1989 г.) е филипински политик и клептократ, който служи като президент на Филипините от 1965 до 1986 г., което включва и периода от 1972 до 1981 г., в който управлява като диктатор в условията на военно положение. Краят на управлението му да е белязано от бедност и дългова криза. Според официални документи, семейство Маркос (главно той и жена му Имелда) са присвоили 5 – 10 милиарда долара по време на режима си.
Маркос първоначално е юрист, по-късно участва активно във Втората световна война, сражавайки се на страната на САЩ и излиза от нея като филипински герой с много медали. Впоследствие има успешна политическа кариера и става един от най-противоречиви държавни глави на 20 век, чието управление е печално известно с повсеместна корупция, разточителство и бруталност. Фердинанд Маркос е наследен на поста президент на Филипините от Корасон Акино, вдовица на убития негов противник Акино-младши. Самият Маркос умира през 1989 г. на Хавайските острови, където пребивава в изгнание след като се оттегля в резултат на т.нар. Жълта революция през февруари 1986 г., с която е свален от власт.
Има подкрепата на САЩ и някои историци считат, че американската подкрепа на правителството на Маркос е единствената причина, поради която режимът му се задържа толкова време. Всичките 5 американски президента от 1965 до 1985 г. поддържат добри взаимоотношения с режима на Маркос, главно за да задържат американските бази на територията на Филипините, които са техен съюзник.

## Ранен живот
Фердинанд Маркос е роден на 11 септември 1917 г. в селото Сарат в провинция Северен Илокос на остров Лусон във Филипините. Родителите му, Хосефа Едралин и Мариано Маркос, са учители от знатни фамилии. През 1925 г. Мариано става конгресмен, обгръщайки малкия Фердинанд с политическа атмосфера още от ранна възраст. Мариано играе голяма роля и при оформянето на състезателния характер на Фердинанд. Мариано и Хосефа натискат Фердинанд да изпъква пред връстниците си във всяко едно отношение – както по учебните предмети, така и по борба, бокс, лов и други дейности. В колежа, Маркос се интересува главно от стрелбата с .22-калибров пистолет.
На 21 септември 1935 г. филипинският политик Хулио Налундасан е вкъщи и празнува конгресната си изборна победа на Мариано Маркос, когато е застрелян и убит с .22-калибровия пистолет на 18-годишния Фердинанд Маркос. Три години по-късно той е арестуван за убийството на Налундасан. Година по-късно, след като завършва правното си образование в университета, той е обявен за виновен. В затвора Маркос прекарва чест месеца в писане на обжалване за възобновяване на съдебния процес. Когато върховният съд накрая приема обжалването на Маркос през 1940 г., главният съдия изхвърля делото, а Маркос е освободен. На следващия ден Маркос се завръща във върховния съд и полага клетва като адвокат.

## Военни години
Когато Маркос е дете, Филипините са все още колония на САЩ. Все пак, страната като цяло се управлява сама и формално получава независимост през 1946 г. Това се случва след ожесточена война на територията на страната през Втората световна война. По това време тя е нападната и окупирана от Японската империя, докато американските войски и филипинската съпротива се борят за възвръщане на контрола над страната.
Маркос излиза от войната с репутацията на велик лидер на филипинската съпротива и като един от най-отличаваните войници в редиците на американските въоръжени сили. Въпреки това, той помага и на двете страни във войната, давайки подкрепата си както за японците, така и за американците. В началото на 1943 г. в Манила той създава тайна организация на съпротива, наречена Анг Мга Махарлика, която включва агенти, работещи срещу японците. В действителност, групата е съставена от най-различни престъпници – фалшификатори, джебчии, убийци и гангстери, които се надяват да припечелят пари, възползвайки се от военния климат.
След приключването на войната Маркос започва да практикува право отново. Той често изпраща фалшиви молби на Вашингтон от името на филипински ветерани от войната, искайки те да му изплатят компенсации. Мотивиран от успеха с тази си дейност, той изпраща молба за изплащане на 595 хил. долара от свое име, заявявайки, че американската армия е присвоила над 2000 глави добитък от ранчото на Мариано Маркос. Всъщност, такова ранчо никога не е съществувало, което кара Вашингтон да заключи, че и добитъкът никога не е съществувал.

## Политическа кариера
В периода 1946 – 1947 г. Маркос работи като технически асистент на първия президент на Филипините, Мануел Рохас. През декември 1948 г. списание публикува четири статии относно преживяванията на Маркос във войната, което му повишава репутацията. През 1949 г. Маркос води кампания, включваща обещания за компенсиране на 2 милиона филипински ветерани от войната, и се кандидатира за член на Камарата на представителите на Филипините от Либералната партия. Той печели 70% от гласовете. За по-малко от година той се превръща в милионер, главно поради субсидиите, които получава от САЩ за отглеждане на тютюн, и натиска, който оказва върху китайските бизнесмени, за да му кооперират. През 1954 г. се запознава с певицата Имелда Ромуалдес и се оженва за нея след 11 дни. Двамата по-късно имат три деца, плюс едно осиновено. През 1959 г. е избран за член на Сената, а през 1963 г. е избран за председател на Сената и служи като такъв до 1965 г.
През 1965 г. Маркос, който е виден член на Либералната партия, прекъсва взаимоотношенията си с нея, след като тя не го номинира за президент. Кандидатира се за президент от Националистическата партия, изправяйки се срещу либералния си опонент Диосдадо Макапагал. Кампанията е дълга и тежка. В крайна сметка, Маркос побеждава и встъпва в длъжност като президент на 30 декември 1965 г. Едно от първите неща, които прави на този пост, е да вкара страната във Виетнамската война. 
Поема управлението в момент, когато икономика на страната е в растеж и продължава да я развива, фокусирайки се върху строителните проекти и производството на ориз.  Постига успехи в областта на селското стопанство, промишлеността и образованието. Въпреки това, администрацията му е белязана от многобройни студентски протести и демонстрации, както и насилствена партизанска дейност в градовете. През 1969 г. е преизбран, ставайки първият президент на страната, служил два мандата.
На 21 (или 23 септември) септември 1972 г. Маркос обявява военно положение в страната. Той започва да внася поправки по конституцията, да заглушава медиите и използва насилие срещу политическата опозиция, комунистите и мюсюлманите. Поддържайки тезата, че комунистически и подривни сили са предизвикали кризата, той действа бързо – политическите противници са хвърляни в затвора, а въоръжените сили се превръщат в инструмент на режима. След обявяването на военното положение през 1972 г., жена му, Имелда Маркос, става влиятелна фигура. Тя често е критикувана за това, че назначава роднини на изгодни правителствени или корпоративни позиции, докато служи като губернатор на Манила (1975 – 1986) и министър на поселенията и екологията (1979 – 1986).
През 1973 г. провежда манипулиран референдум, с който да ратифицира военното положение.Получава правомощие да остане на власт безсрочно. Освен от политически опоненти (сред които е и Бениньо Акино-младши, който прекарва почти осем години в затвора), Маркос е критикуван и от Католическата църква. В селските райони комунисти и мюсюлмански сепаратисти предприемат партизански офанзиви, целящи събаряне на централното правителство. В условията на военното положение, президентът получава допълнителни правомощия, включително и властта да прекратява исканията за хабеас корпус (разглеждане на неправомерни арести). През януари 1981 г. Маркос обявява края на военното положение след визита на папа Йоан Павел II, но продължава да управлява авторитарно под различни конституционни формати. Правителството на Маркос често завзема частни предприятия и ги предава на приятели и роднини на членовете на режима. Това впоследствие води до икономическа настабилност. Освен това, администрацията на Маркос натрупва военни сили (набирайки неквалифициран военен персонал) и превзема медиите.
Той отново печели президентските избори през юни 1981 г. срещу само символична опозиция. След това управлява едновременно като президент и министър-председател, обаче популярността му спада значително. По-късните години от управлението на Маркос са белязани от повсеместна правителствена корупция, икономическа стагнация и стабилно разширяване на икономическата бездна между бедни и богати, както и постепенното нарастване на комунистическото партизанско движение в селските райони на многобройните Филипински острови.

## Сваляне и изгнание
На 21 август 1983 г. популярният опозиционер Бениньо Акино-младши се завръща от дълго изгнание в САЩ, за да предложи на филипинския народ нова надежда, но на слизане от самолета си е застрелян и убит в Манила. Следват протести из цялата страна. Маркос създава гражданска независима комисия, която открива военна намеса в убийството на Акино, макар по-късно да се появяват съмнения, че именно Маркос е поръчал убийството. Убийството, заедно с икономическия спад, подхранват опозицията. Докато икономиката на държавата спада рязко, а убийството на Акино става част от националносто самосъзнание, средната класа на обществото, предоставящата основната част на подкрепата за Маркос, започва да се опитва да сложи край на властта му. Други фактори, допринасящи за свалянето му, са широкообхватната комунистическа дейност и резолюция, подписана през 1985 г., призоваваща за импийчмънт на Маркос и обвиняваща го в лични облаги чрез власт, монопол и отвъдморски инвестиции в разрез със закона.
За да заглуши опозицията и да затвърди властта си, Маркос призовава да бъдат проведени извънредни президентски избори през 1986 г., което е малко преди края на шестгодишния му мандат. Кандидат на опозицията става популярната Корасон Акино – вдовицата на убития Бениньо. Маркос успява да я победи и да задържи президентството си, но победата му е считана за постигната чрез измама от мнозина. Има обвинения за масови изборни измами и нарушения на граждански права. Докато мълвата за нагласените избори се разпространява, възниква напрегнато противопоставяне между поддръжниците на Маркос и тези на Акино, като в същото време на улиците излизат хиляди граждани, настояващи за мирен военен преврат (т.нар. Жълта революция).
За да избегне военен сблъсък в Манила, Маркос е посъветван от американския президент Роналд Рейгън да се оттегли начисто, след което Маркос заминава в изгнание на Хаваите; там той живее в изгнание до смъртта си. С влошаващо се здравословно състояние и при намаляваща подкрепа за режима, на 25 февруари 1986 г. Фердинанд Маркос и голяма част от семейството му отлитат от двореца в Манила и кацат в Хаваи.
По-късно става ясно, че Маркос и приближените му са откраднали милиарди долари от филипинската икономика. Съсредоточавайки се върху обвиненията за рекет, федерално жури повдига обвинения на двамата Маркос, но Фердинанд умира в Хонолулу на 28 септември 1989 г. от сърдечен арест. Имелда Маркос е оправдана по всички обвинения и се завръща във Филипините на следващата година, макар там да среща още правни предизвикателства. По-късно неуспешно се кандидатира за президент.

## Посмъртна съдба
Правителството на Корасон Акино отказва тялото на Маркос да се върне обратно във Филипините. Това се случва чак през 1993 г., под управлението на президента Фидел Рамос. В периода 1993 – 2016 г. останките му са погребани в крипта в Северен Илокос, където синът му и дъщеря му управляват съответно като губернатор и конгресен представител. В негова чест е издигнат огромен бюст по нареждане на министерството на туризма, но впоследствие той е унищожен от неизвестен извършител.
През 2016 г. президентът Родриго Дутерте нарежда Маркос да бъде погребан в Гробището на националните герои в Манила. Това предизвиква множество бурни протести от опозицията.